# Hemispheres
Hemispheres is een album uit 1978 van de Canadese rockband Rush. Het is het zesde album van de band en verscheen bij Anthem Records en Mercury Records. In 1997 werd het heruitgebracht.

## Inleiding
Net als voor veel andere bands gold voor Rush de cyclus opnamen, uitgifte plaat, toer en vakantie. Opnamen voor Hemispheres vonden dan ook plaats vlak nadat nadat de negen maanden durende toer voor A Farewell to Kings was afgelopen. Die toer bracht meer succes in Engeland dan daarvoor, terwijl de band A Farewell to Kings al in Engeland had opgenomen. Plaatsen van handeling waren de Rockfield Studios in Monmouthshire (instrumentarium) en de Advision Studios (zang) in Londen. Er speelde mee dat de studio in Toronto voor de eerste vier albums geen spanning meer bracht; werkzaamheden in de Verenigde Staten de band te veel onder druk zetten en ze van mening waren dat ze toch al beïnvloed waren door de Britse rockmuziek. De muziek kwam aarzelend, de band haf geen goed idee in welke richting ze het moesten zoeken. De opnamen onder muziekproducent en arrangeur Terry Brown en geluidstechnicus Pat Moran namen twee maanden in beslag (juni en juli 1978), voor de bands doen was dat een lange periode. Er werd afgemixt in de Trident Studios in Londen. De band nam in de gehele periode weinig vrije tijd op. Met geschatte kosten van 100.000 Amerikaanse dollar was het het duurste album van Rush tot dan toe. De bandleden waren na dat traject wel weer toe aan vakantie. Peart was uitgeput en Lee zei terugkijkend dat ze de werkzaamheden om te komen tot het gewenste (en bereikte) resultaat hadden onderschat.  
De muziek en teksten van de lange track wijzen vooral op het verschil tussen gevoel en verstand, ook aangekaart in Powers of Mind van Adam Smith. Alles werd door Rush verpakt in een ruimtereis in The Rocinante, waarbij wordt gekeken of de astronauten alleen door gevoel of juist alleen door verstand kunnen overleven. Het geschil tussen Dionysos (gevoel) en Apollo (verstand) wordt door Cygnus beslecht. Peart koos voor Circumstances voor dromen die overgaan in desillusies. The Trees handel over ruziënde bomen; de zachte Canadese ahorn tegenover de harde Amerikaanse eik. La Villa Strangiato, naar overlevering opgenomen in één take en gebaseerd op een droom van Lifeson, sluit het album af. Lee bespeelde op dit album voor het eerst apparatuur van Oberheim Electronics.  

## Platenhoes
Voor de platenhoes werd hun vaste man Hugh Syme ingeschakeld. Hij liet zich vermoedelijk deels inspireren door René Magrittes Le fils de l'homme (man met bolhoed). De man met bolhoed is hier Bobby King, een vriend van Syme, die al eerder op de hoes van 2112 (man in ster) te zien was. De man met bolhoed kijkt voor Hemispheres naar een naakte man in danshouding; ze staan dan wel links en rechts op weergegeven hersenen (scheiding tussen gevoel en verstand). Syme ontwierp de hoes zonder dat hij de muziek had gehoord. 

## Musici
- Geddy Lee - bas, zang, Minimoog, Oberheim Polyphonic, baspedalen
- Alex Lifeson - gitaar, gitaar-synthesizer, pedaal
- Neil Peart - drums (trommels, bekkens, orkestbellen, belboom, tympani, gong, koebellen, temple blocks, wind chimes, crotales)

## Muziek
Peart verzorgde de teksten; Lee en Lifeson de muziek. Voor La Villa Strangiato werkten de drie voor alles samen.

### Kant A
1. Cygnus X-1 Book II: Hemispheres – 18:05
  - I: Prelude – 4:27
  - II: Apollo Bringer of Wisdom / III: Dionysus Bringer of Love – 4:36
  - IV: Armageddon The Battle of Heart and Mind – 2:55
  - V: Cygnus Bringer of Balance – 5:01
  - VI: The Sphere A Kind of Dream – 1:02

### Kant B
1. Circumstances – 3:40
2. The Trees – 4:42
3. La Villa Strangiato (An Exercise in Self-Indulgence) – 9:34

## Nasleep
Het Parool bij monde van Jim van Alphen constateerde dat Rush de gestelde pretenties grotendeels waargemaakt had. De uitgifte van het album bracht Rush in 1979 wel naar Pinkpop. Maar eigenlijk passeerde Hemispheres Nederland geruisloos. Er is uit die tijd geen notering in de Album Top 50 bekend. Ook heruitgaven haalden de later Top100 niet. In de Verenigde Staten noteerde het 21 weken in de Billboard 200 met een piek op 47. In de Britse lijst stond het zes weken genoteerd met een piek op plaats 14.
Rush sloot met dit album een periode af waarin er relatief lange tracks werden opgenomen. Voor opvolger Permanent Waves werd gekozen voor een aaneenschakeling van kortere nummers.
In de loop der jaren kwamen meerdere heruitgaven van Hemispheres in 2018 uitmondend in de 40-jaars editie; deze werd aangevuld met de Pinkpop-opnamen van 4 juni 1979. Het was het slotconcert uit de Hemispherestoer. Terugkijkende fans waardeerden dit album met een 4,5 uit 5 op zowel AllMusic als op Progarchives. 